# Kiron (Iowa)
Kiron es una ciudad ubicada en el condado de Crawford en el estado estadounidense de Iowa. En el Censo de 2010 tenía una población de 279 habitantes y una densidad poblacional de 517,9 personas por km².

## Geografía
Kiron se encuentra ubicada en las coordenadas 42°11′39″N 95°19′38″O / 42.19417, -95.32722. Según la Oficina del Censo de los Estados Unidos, Kiron tiene una superficie total de 0.54 km², de la cual 0.54 km² corresponden a tierra firme y (0%) 0 km² es agua.

## Demografía
Según el censo de 2010, había 279 personas residiendo en Kiron. La densidad de población era de 517,9 hab./km². De los 279 habitantes, Kiron estaba compuesto por el 91.4% blancos, el 0% eran afroamericanos, el 0% eran amerindios, el 0% eran asiáticos, el 0% eran isleños del Pacífico, el 8.24% eran de otras razas y el 0.36% pertenecían a dos o más razas. Del total de la población el 16.13% eran hispanos o latinos de cualquier raza.